# ГЕС Гільгель-Гібе I
ГЕС Гільгель-Гібе I – гідроелектростанція в Ефіопії. Знаходячись перед ГЕС Гільгель-Гібе II, входить до складу каскаду у сточищі річки Омо, яка впадає до безстічного озера Туркана.
Спорудження станції почали ще в 1984 році, під час правління комуністичної хунти. Роботи, які провадили представники Північної Кореї, перевались на початку 1990-х з поразкою режиму Менгісту Хайле Маріама та відновились у 1999-му. На цей раз підрядником виступила італійська компанія Salini Impregilo, котра завершила спорудження ГЕС за п’ять років. 
В межах проекту річку Гільгель-Гібе (правий витік Омо) перекрили кам'яно-накидною греблею із бітумним облицюванням висотою 40 метрів та довжиною 1600 метрів. Вона потребувала 2,5 млн м3 матеріалу та утворила водосховище з об’ємом 917 млн м3 (корисний об’єм 717 млн м3). 
Зі сховища під лівобережним масивом прокладено дериваційний тунель довжиною 8,8 км з діаметром 5,5 метрів, який переходить у напірну шахту висотою 165 метрів. В системі також працює вирівнювальний резервуар висотою 110 метрів з діаметром 14 метрів.
Підземний машинний зал станції зобладнали трьома турбінами типу Френсіс потужністю по 66,7 МВт, які використовують напір у 230 метрів та забезпечують виробництво 642 млн кВт-год електроенергії на рік.
Відпрацьована вода повертається до Гільгель-Гібе по відвідному тунелю довжиною біля 0,8 км.